# Barbery (Oise)
Pour les articles homonymes, voir Barbery.
Barbery est une commune française située dans le département de l'Oise en région Hauts-de-France.

## Géographie

### Description
Barbery est située dans le département de l'Oise, dans la plaine agricole du Valois Multien, à une distance orthodromique de 6,2 km à l'est du chef-lieu d'arrondissement de Senlis, et de 47 km au nord - nord-est de Paris. Elle conserve les caractéristiques d'un petit bourg rural avec un bar-restaurant.
Barbery fait partie du parc naturel régional Oise-Pays de France.
Les limites communes avec Ognon et Brasseuse au nord sont assez courtes ; elles se situent dans la vallée de l'Aunette, ruisseau affluent de la Nonette. C'est en même temps l'unique espace naturel de la commune ; une dépression du terrain boisée, avec un marais et un petit étang. Le point le plus bas de la commune se trouve à la limite avec le parc du château d'Ognon.
Le reste du territoire communal présente un aspect dénudé, sans la moindre forêt et avec peu d'abres isolés en dehors du bourg. Les variations du relief permettent souvent des vues lointaines, comme sur le donjon ruiné de Montépilloy. À l'extrémité sud, se situent une grande plate-forme logistique, ainsi que quelques maisons et la zone d'activités « le Pommelotier », partagée avec Borest. S'y trouvait la gare de Barbery sur la Senlis - Crépy, qui a perdu son service voyageurs en été 1949 et est aujourd'hui déferrée.

### Communes limitrophes
Les communes limitrophes sont au nombre de sept :
| Ognon         | Brasseuse | Rully       |
| Chamant       | Barbery   |             |
| Mont-l'Évêque | Borest    | Montépilloy |

### Hydrographie

#### Réseau hydrographique
La commune est située dans le bassin Seine-Normandie. Elle est drainée par l'Aunette,.
L'Aunette, d'une longueur de 14 km, prend sa source dans la commune de Rully et se jette  dans la Nonette à Senlis, après avoir traversé six communes. 

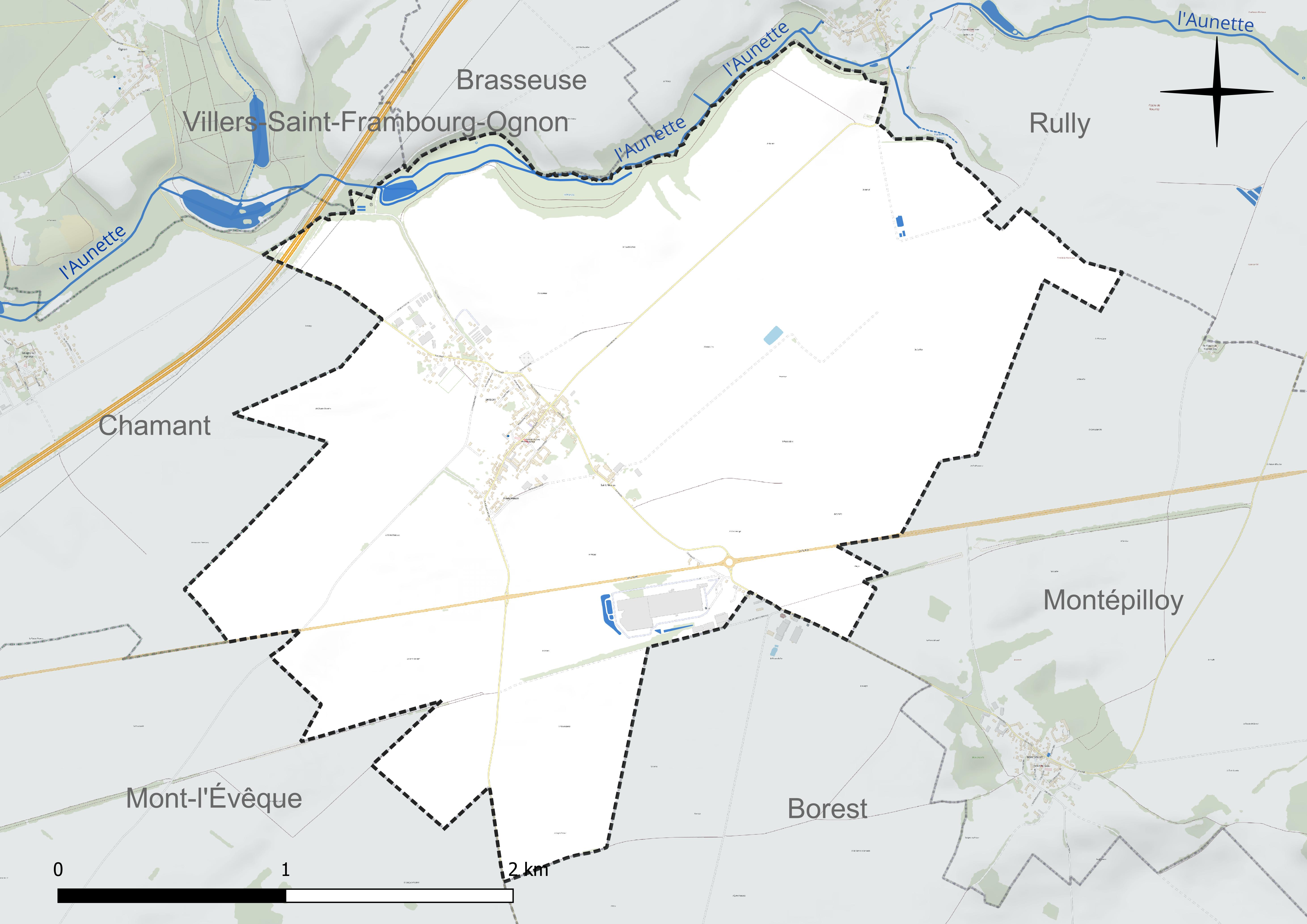
Réseau hydrographique de Barbery.

#### Gestion et qualité des eaux
Le territoire communal est couvert par le schéma d'aménagement et de gestion des eaux (SAGE) « Sensée ». Ce document de planification concerne un territoire de 413 km2 de superficie, délimité par le bassin versant de la Nonette et de ses deux principaux affluents, la Launette et l'Aunette. Le périmètre a été arrêté le 3 avril 1998 et le SAGE proprement dit a été approuvé le 28 juin 2006, puis révisé le 15 décembre 2015. La structure porteuse de l'élaboration et de la mise en œuvre est le syndicat Interdépartemental du SAGE de la Nonette. 
La qualité des cours d'eau peut être consultée sur un site dédié géré par les agences de l'eau et l'Agence française pour la biodiversité. 

### Climat
Pour des articles plus généraux, voir Climat des Hauts-de-France et Climat de l'Oise.
En 2010, le climat de la commune est de type climat océanique dégradé des plaines du Centre et du Nord, selon une étude du CNRS s'appuyant sur une série de données couvrant la période 1971-2000. En 2020, Météo-France publie une typologie des climats de la France métropolitaine dans laquelle la commune est dans une zone de transition entre le climat océanique et le climat océanique altéré et est dans la région climatique  Nord-est du bassin Parisien, caractérisée par un ensoleillement médiocre, une pluviométrie moyenne régulièrement répartie au cours de l'année et un hiver froid (3 °C). 
Pour la période 1971-2000, la température annuelle moyenne est de 10,8 °C, avec une amplitude thermique annuelle de 15 °C. Le cumul annuel moyen de précipitations est de 696 mm, avec 10,4 jours de précipitations en janvier et 8,1 jours en juillet. Pour la période 1991-2020, la température moyenne annuelle observée sur la station météorologique la plus proche, située sur la commune de Creil à 14 km à vol d'oiseau, est de 11,2 °C et le cumul annuel moyen de précipitations est de 662,2 mm,. Pour l'avenir, les paramètres climatiques de la commune estimés pour 2050 selon différents scénarios d'émission de gaz à effet de serre sont consultables sur un site dédié publié par Météo-France en novembre 2022.

### Milieux naturels et biodiversité

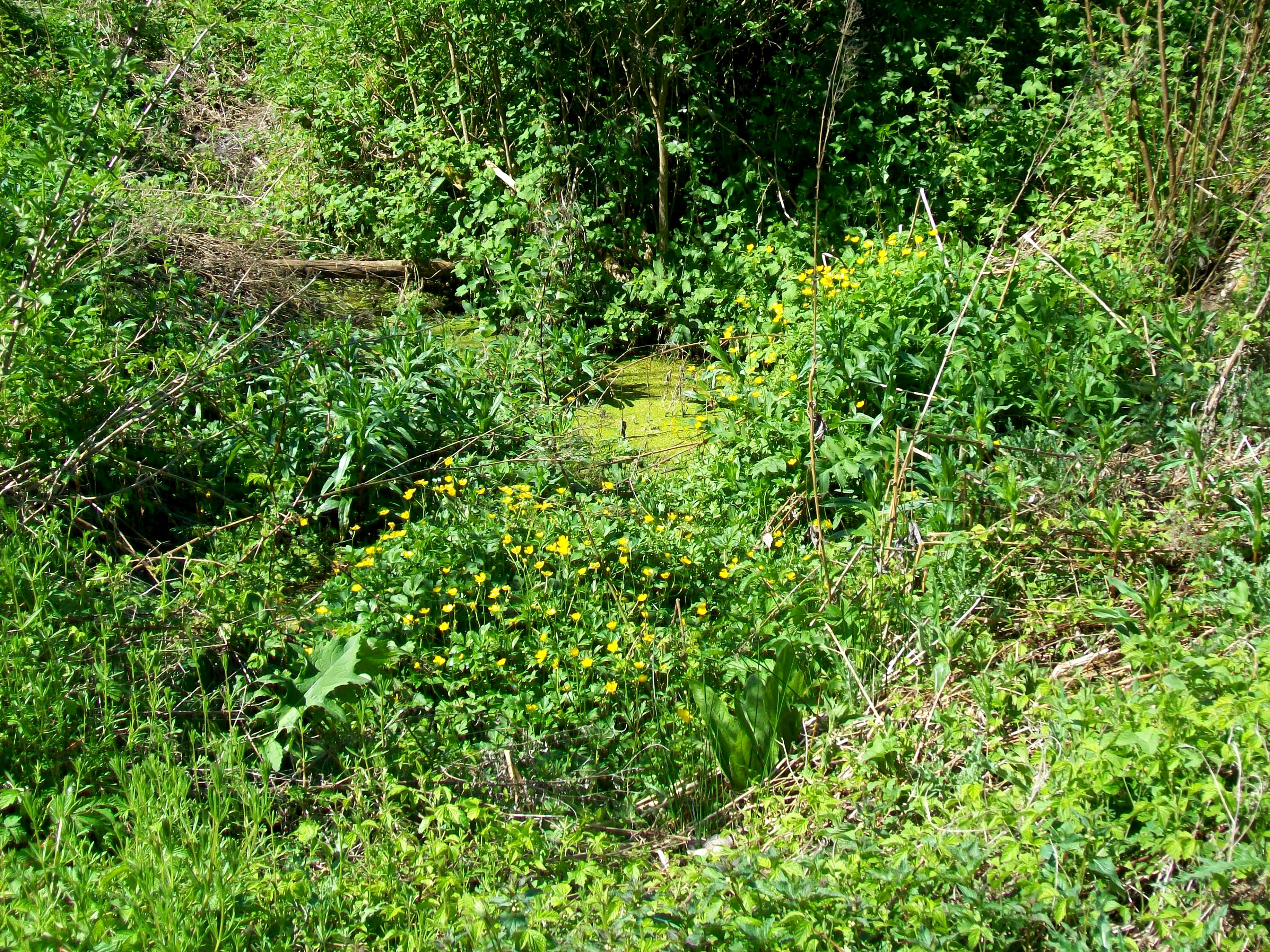
Marais de l'Aunette.

L'ensemble de la commune de Barbery est concerné par le site naturel inscrit de la vallée de la Nonette, instauré par décret du 6 février 1970.
Barbery fait partie du parc naturel régional Oise-Pays de France créé par décret du 13 janvier 2004. Dans l'Oise, Barbery est l'unique commune du parc sans ZNIEFF ou site naturel classé.
Au nord, la limite avec la commune voisine de Brasseuse est pour partie matérialisée par la chaussée Brunehaut, chemin rectiligne d'origine antique mais indatable, et aujourd'hui incorporé dans l'une des nombreuses variantes du chemin de Compostelle. Ce chemin de terre va de Senlis à Soissons, mais n'existe plus en continuité.

## Urbanisme

### Typologie
Au 1er janvier 2024, Barbery est catégorisée commune rurale à habitat dispersé, selon la nouvelle grille communale de densité à sept niveaux définie par l'Insee en 2022.
Elle est située hors unité urbaine. Par ailleurs la commune fait partie de l'aire d'attraction de Paris, dont elle est une commune de la couronne,. 

### Occupation des sols
L'occupation des sols de la commune, telle qu'elle ressort de la base de données européenne d'occupation biophysique des sols Corine Land Cover (CLC), est marquée par l'importance des territoires agricoles (88,1 % en 2018), en diminution par rapport à 1990 (91 %). La répartition détaillée en 2018 est la suivante : 
terres arables (87,9 %), zones urbanisées (5,5 %), forêts (4 %), zones industrielles ou commerciales et réseaux de communication (2,4 %), zones agricoles hétérogènes (0,3 %). L'évolution de l'occupation des sols de la commune et de ses infrastructures peut être observée sur les différentes représentations cartographiques du territoire : la carte de Cassini (XVIIIe siècle), la carte d'état-major (1820-1866) et les cartes ou photos aériennes de l'IGN pour la période actuelle (1950 à aujourd'hui).

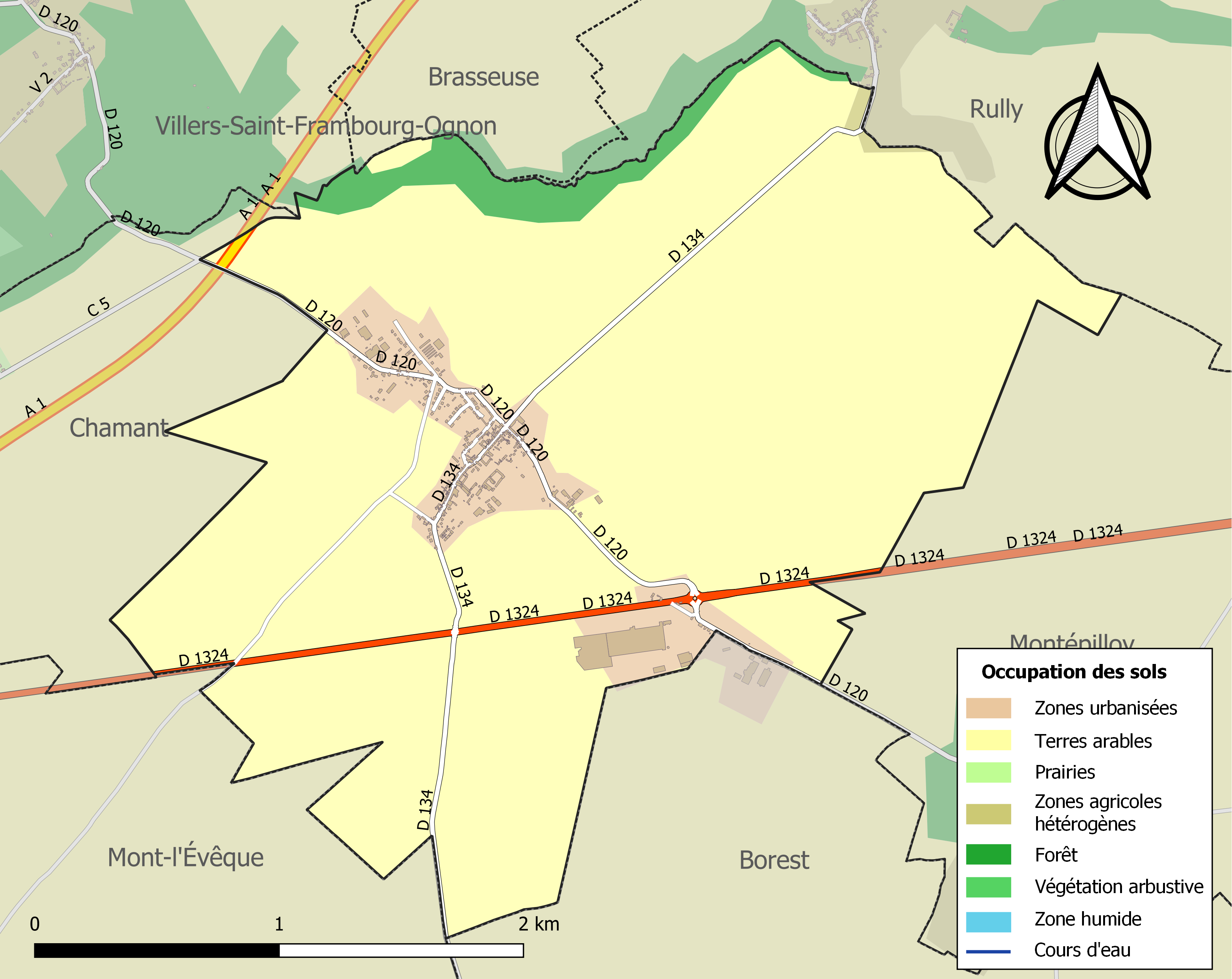
Carte des infrastructures et de l'occupation des sols de la commune en 2018 (CLC).

### Habitat et logement
En 2018, le nombre total de logements dans la commune était de 244, alors qu'il était de 229 en 2013 et de 220 en 2008.
Parmi ces logements, 88,9 % étaient des résidences principales, 2,1 % des résidences secondaires et 9 % des logements vacants. Ces logements étaient pour 86,2 % d'entre eux des maisons individuelles et pour 13,4 % des appartements.
Le tableau ci-dessous présente la typologie des logements à Barbery en 2018 en comparaison avec celle de l'Oise et de la France entière. Une caractéristique marquante du parc de logements est ainsi une proportion de résidences secondaires et logements occasionnels (2,1 %) inférieure à celle du département (2,5 %) mais supérieure à celle de la France entière (9,7 %). Concernant le statut d'occupation de ces logements, 66 % des habitants de la commune sont propriétaires de leur logement (61,7 % en 2013), contre 61,4 % pour l'Oise et 57,5 pour la France entière.
| Typologie                                               | Barbery | Oise | France entière |
| ------------------------------------------------------- | ------- | ---- | -------------- |
| Résidences principales (en %)                           | 88,9    | 90,4 | 82,1           |
| Résidences secondaires et logements occasionnels (en %) | 2,1     | 2,5  | 9,7            |
| Logements vacants (en %)                                | 9       | 7,1  | 8,2            |

### Voies de communication et transports
L'autoroute A1 traverse le territoire communal au nord-ouest, à 700 m du village ; la prochaine sortie, Senlis, est éloignée de 5,5 km par la route. La RD 1324 Senlis - Crépy-en-Valois est le principal axe routier de Barbery, passant au sud du village dans un sens est-ouest. Deux routes départementales de moindre importance desservent le centre de Barbery. La RD 120, dans un sens nord-ouest - sud-est, relie Villers-Saint-Frambourg et la RD 932a Senlis - Compiègne à la RD 1324 et Montépilloy. La RD 134, dans un sens globalement nord-sud, relie Villeneuve-sur-Verberie et la RD 932a à la RD 1324 également et Borest, sur la RD 330a Senlis - Nanteuil-le-Haudouin.
Sur le plan des transports en commun, Barbery est desservie, en 2023, par les lignes 692 et 6421 du réseau interurbain de l'Oise.

## Toponymie
Barbery a été désignée sous le nom de Barberie, Barbery, Barberi, Barberiacus en 1071, Barbaria et Barberia en 1124 , Barbariacum en 1154 , Barberiacum en 1255.

## Histoire
Le village occupe un site gaulois[réf. nécessaire].
Selon Louis Graves, « Barberie était dans l'origine une dépendance du comté de Senlis et à ce titre un domaine royal que Philippe I donna vers 1072 à l'abbaye de Saint-Vincent, cette terre est qualifiée de villulam nostram dans la charte de concession. Alix de Savoye , veuve de Louis-le-gros, ayant eu le comté de Senlis en douaire, reprit Barberie des mains des religieux pour en faire présent avec la justice et toutes les appartenances à l'abbaye nouvelle qu'elle avait fondée à Montmartre, et dans laquelle elle s'était retirée, arrangement ratifié par lettres de Louis-le-jeune , datées do 1154 »
Un arrêt du parlement de Paris du 18 novembre 1272 autorisant l'abbaye de Montmartre à élever des fourches patibulaires à Barbery où elle a toute justice, bien que par le passé il n'y eût pas de fourches en cet endroit[réf. nécessaire].
Barbery était occupée au Moyen Âge par  d'importantes fermes ecclésiastiques, dont il demeure encore de nos jours quelques éléments, la ferme de la Haute Maison, celle de Saint-Nicolas et celle des Tournelles,.
En 1841, la commune disposait d'une école et comptait un moulin à eau, le moulin du Thierry, qui formait un écart sur la limite au nord-ouest de la commune, dans la vallée d'Onette
La commune a été desservie de 1870 à 1939 par une gare située entre Barbery et Montépilloy, mais sur la commune de Borest  sur la Ligne de Chantilly - Gouvieux à Crépy-en-Valois. Celle-ci, détruite le 2 septembre 1914 lors de la bataille de Senlis, et reconstruite dans l'entre-deux-guerres sur les plans de Gustave Umbdenstock.

Les gares de Barbery
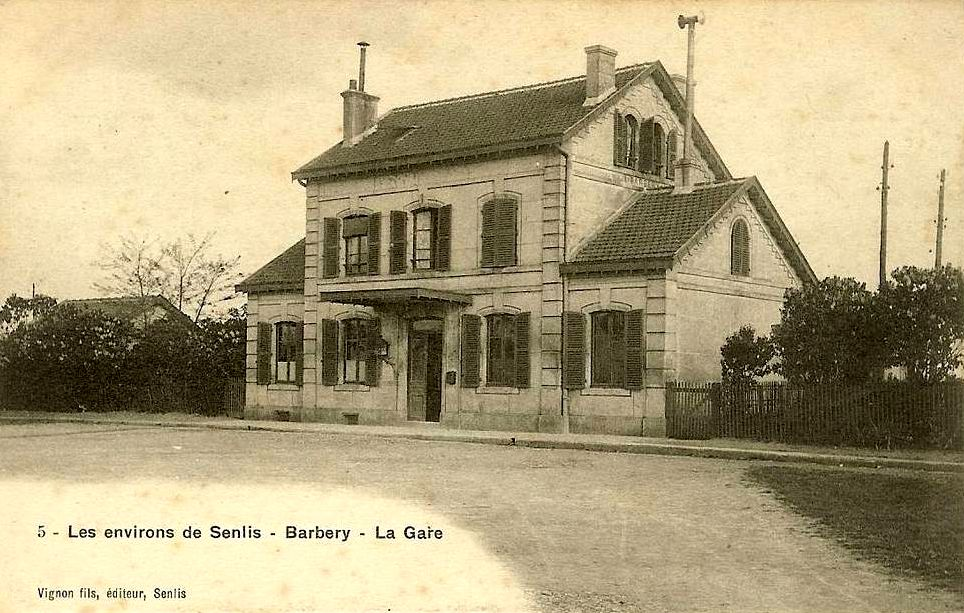
La première gare
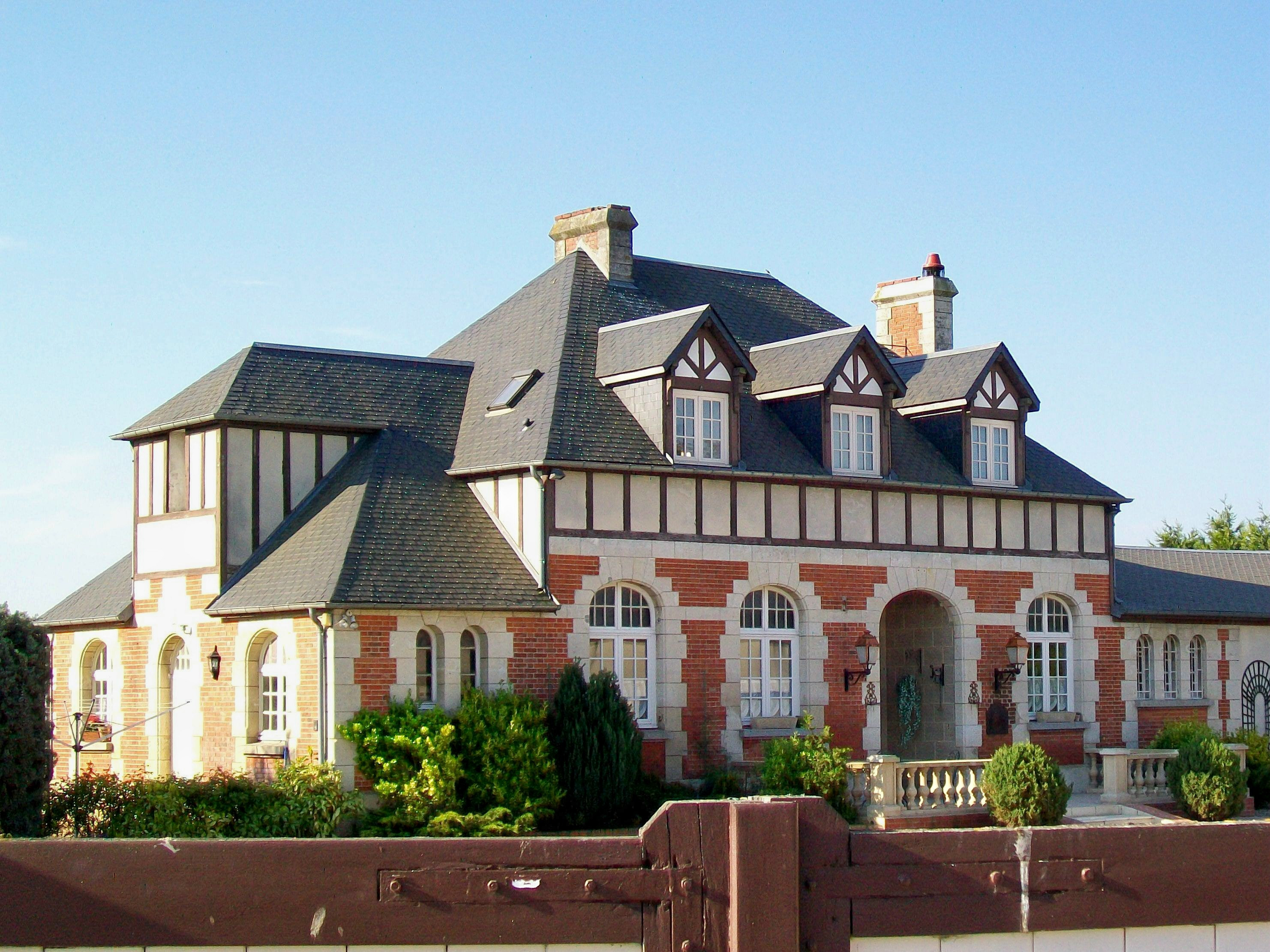
La gare de Gustave Umbdenstock

## Politique et administration

### Rattachements administratifs et électoraux
La commune se trouve dans l'arrondissement de Senlis du département du Oise. Pour l'élection des députés, elle fait partie de la quatrième circonscription de l'Oise.
Elle faisait partie depuis 1801 du canton de Senlis. Dans le cadre du redécoupage cantonal de 2014 en France, elle est désormais intégrée au canton de Pont-Sainte-Maxence.

### Intercommunalité
Jusqu'au début de l'année 2009, la commune appartenait à la communauté de communes du Pays de Senlis qui regroupait 19 collectivités.
À la suite de désaccords profonds entre élus des communes membres, le préfet a décidé de dissoudre l'intercommunalité le 30 avril 2009.
Il autorise la création : 

- de la communauté de communes des Trois Forêts (CC3F) avec les cinq communes de Senlis, Aumont-en-Halatte, Courteuil, Chamant et Fleurines.

- de la communauté de communes Cœur Sud Oise (CCCSO), regroupant treize communes, dont la commune était devenue membre.
Dans le cadre des dispositions de la loi portant nouvelle organisation territoriale de la République (Loi NOTRe) du 7 août 2015, qui prévoit que les établissements publics de coopération intercommunale (EPCI) à fiscalité propre doivent avoir un minimum de 15 000 habitants,, le schéma départemental de coopération intercommunale approuvé par le préfet de l'Oise le 24 mars 2016 prévoit notamment la fusion de la communauté de communes des Trois Forêts et de la communauté de communes Cœur Sud Oise.
Après consultation des conseils municipaux et communautaires concernés, la nouvelle intercommunalité, recréant de fait l'ancienne communauté de communes du Pays de Senlis (sans Orry-la-Ville), dont la scission en 2010 avait créée ces deux intercommunalités, est constituée au 1er janvier 2017 par un arrêté préfectoral du 14 novembre 2016  sous le nom de communauté de communes Senlis Sud Oise, dont la commune est désormais membre.

### Liste des maires
| Période                                  | Période                       | Identité          | Étiquette            | Qualité                                                                                          |
| ---------------------------------------- | ----------------------------- | ----------------- | -------------------- | ------------------------------------------------------------------------------------------------ |
| Les données manquantes sont à compléter. |                               |                   |                      |                                                                                                  |
| mars 1996                                | mars 2008                     | Yves Dubourg      | DVG[réf. nécessaire] | Retraité                                                                                         |
| mars 2008                                | 2014                          | Jean-Luc Thibault | DVD[réf. nécessaire] |                                                                                                  |
| 2014                                     | En cours (au 2 décembre 2020) | Dimitri Roland    |                      | Agriculteur Vice-président de la CC Senlis Sud Oise (2018 → 2020) Réélu pour le mandat 2020-2026 |

### Politique de développement durable
L'éclairage public de la commune est éteint en pleine nuit, ce qui préserve la faune nocturne et permet l'observation des étoiles.

## Population et société

### Démographie

#### Évolution démographique
L'évolution du nombre d'habitants est connue à travers les recensements de la population effectués dans la commune depuis 1793. Pour les communes de moins de 10 000 habitants, une enquête de recensement portant sur toute la population est réalisée tous les cinq ans, les populations de référence des années intermédiaires étant quant à elles estimées par interpolation ou extrapolation. Pour la commune, le premier recensement exhaustif entrant dans le cadre du nouveau dispositif a été réalisé en 2006.

En 2022, la commune comptait 532 habitants, en évolution de −5,67 % par rapport à 2016 (Oise : +0,87 %, France hors Mayotte : +2,11 %).
| 1793 | 1800 | 1806 | 1821 | 1831 | 1836 | 1841 | 1846 | 1851 |
| ---- | ---- | ---- | ---- | ---- | ---- | ---- | ---- | ---- |
| 179  | 128  | 222  | 211  | 234  | 233  | 232  | 246  | 244  |

| 1856 | 1861 | 1866 | 1872 | 1876 | 1881 | 1886 | 1891 | 1896 |
| ---- | ---- | ---- | ---- | ---- | ---- | ---- | ---- | ---- |
| 216  | 244  | 362  | 433  | 500  | 471  | 463  | 615  | 643  |

| 1901 | 1906 | 1911 | 1921 | 1926 | 1931 | 1936 | 1946 | 1954 |
| ---- | ---- | ---- | ---- | ---- | ---- | ---- | ---- | ---- |
| 611  | 565  | 450  | 520  | 550  | 564  | 479  | 479  | 563  |

| 1962 | 1968 | 1975 | 1982 | 1990 | 1999 | 2006 | 2011 | 2016 |
| ---- | ---- | ---- | ---- | ---- | ---- | ---- | ---- | ---- |
| 554  | 531  | 480  | 452  | 483  | 518  | 501  | 539  | 564  |

| 2021 | 2022 | - | - | - | - | - | - | - |
| ---- | ---- | - | - | - | - | - | - | - |
| 547  | 532  | - | - | - | - | - | - | - |

#### Pyramide des âges
La population de la commune est relativement jeune.
En 2018, le taux de personnes d'un âge inférieur à 30 ans s'élève à 38,6 %, soit au-dessus de la moyenne départementale (37,3 %). À l'inverse, le taux de personnes d'âge supérieur à 60 ans est de 16,3 % la même année, alors qu'il est de 22,8 % au niveau départemental.
En 2018, la commune comptait 290 hommes pour 284 femmes, soit un taux de 50,52 % d'hommes, légèrement supérieur au taux départemental (48,89 %).
Les pyramides des âges de la commune et du département s'établissent comme suit.
| Hommes | Classe d’âge | Femmes |
| ------ | ------------ | ------ |
| 0,0    | 90 ou +      | 0,3    |
| 2,1    | 75-89 ans    | 1,4    |
| 15,1   | 60-74 ans    | 13,6   |
| 22,2   | 45-59 ans    | 21,3   |
| 23,2   | 30-44 ans    | 23,5   |
| 14,1   | 15-29 ans    | 15,4   |
| 23,3   | 0-14 ans     | 24,5   |

| Hommes | Classe d’âge | Femmes |
| ------ | ------------ | ------ |
| 0,5    | 90 ou +      | 1,4    |
| 5,5    | 75-89 ans    | 7,6    |
| 15,6   | 60-74 ans    | 16,3   |
| 20,8   | 45-59 ans    | 20     |
| 19,4   | 30-44 ans    | 19,4   |
| 17,6   | 15-29 ans    | 16,2   |
| 20,6   | 0-14 ans     | 19,1   |

## Culture locale et patrimoine

### Lieux et monuments
Barbery compte un  monument historique sur son territoire, l'église Saint-Rémy, rue du Général-Taupin, face à la mairie (inscrite Monument historique par arrêté du 24 janvier 1978).
C'est un petit édifice à nef unique, d'une facture un peu rustique, qui date pour l'essentiel du milieu du XIIe siècle, pour la nef, et du milieu du XVIe siècle, pour les parties orientales. Les deux premières travées de la nef ont été remaniées à l'époque moderne, et ont perdu leur intérêt, mais la troisième travée conserve une voûte d'ogives d'origine, et correspond à la base de l'ancien clocher, et en même temps à la première travée de l'ancien chœur.
Vers le milieu du XVIe siècle, sa seconde travée a été remplacée par un petit transept et une abside à cinq pans, et l'église de Barbery offre ainsi l'un des rares exemples d'une église rurale avec transept de cette époque. Le style est gothique flamboyant, mais les influences de la Renaissance se manifeste à travers le retour vers l'arc en plein cintre.
Le chevet se distingue par l'importance de ses surfaces vitrées,,. Le vitrail du chevet sort de l'atelier du Club du Vieux Manoir installé à l'abbaye du Moncel.

L'église Saint-Rémy
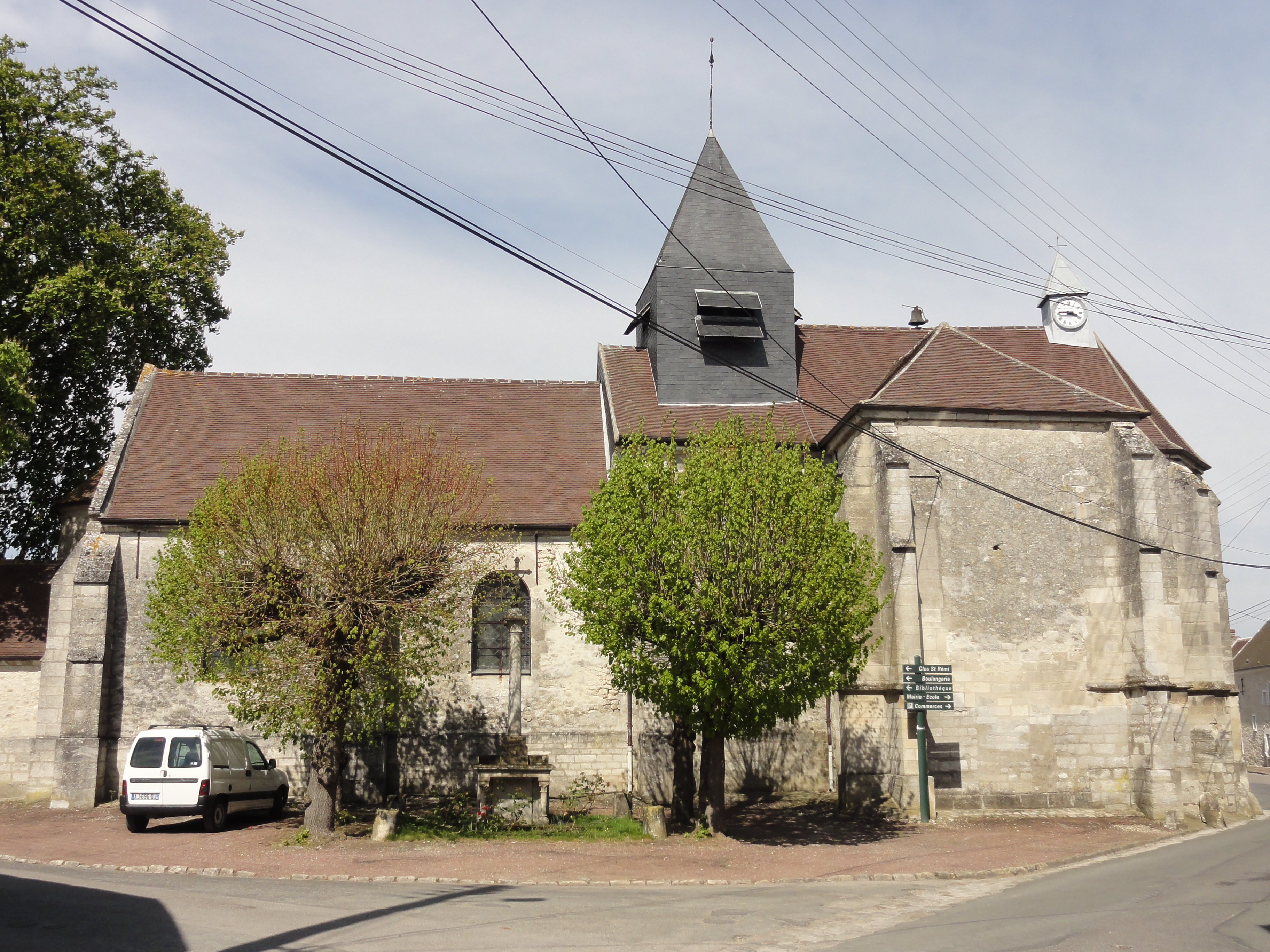
Église Saint-Remi, vue depuis le sud.
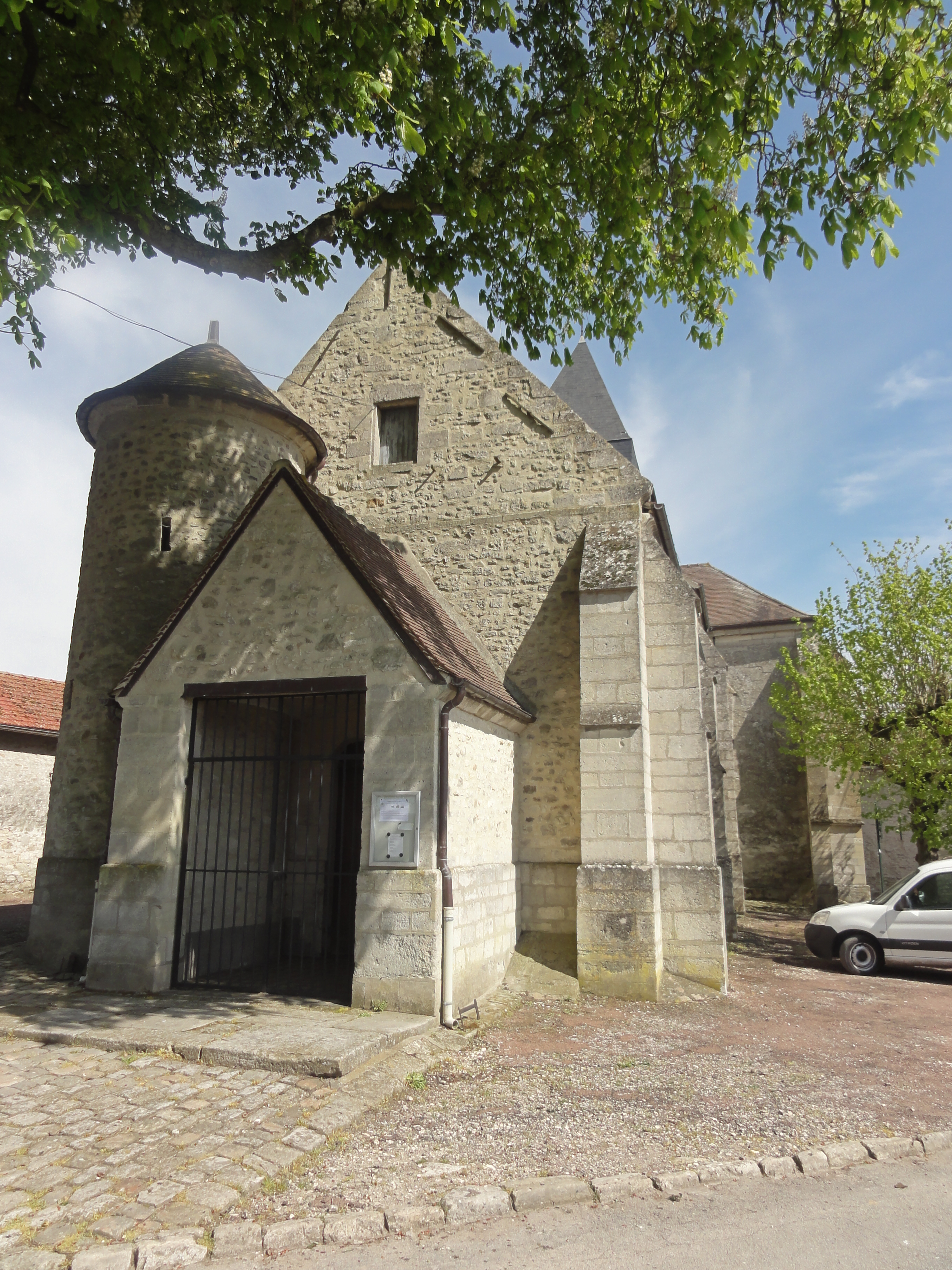
Façade et porche d'entrée.
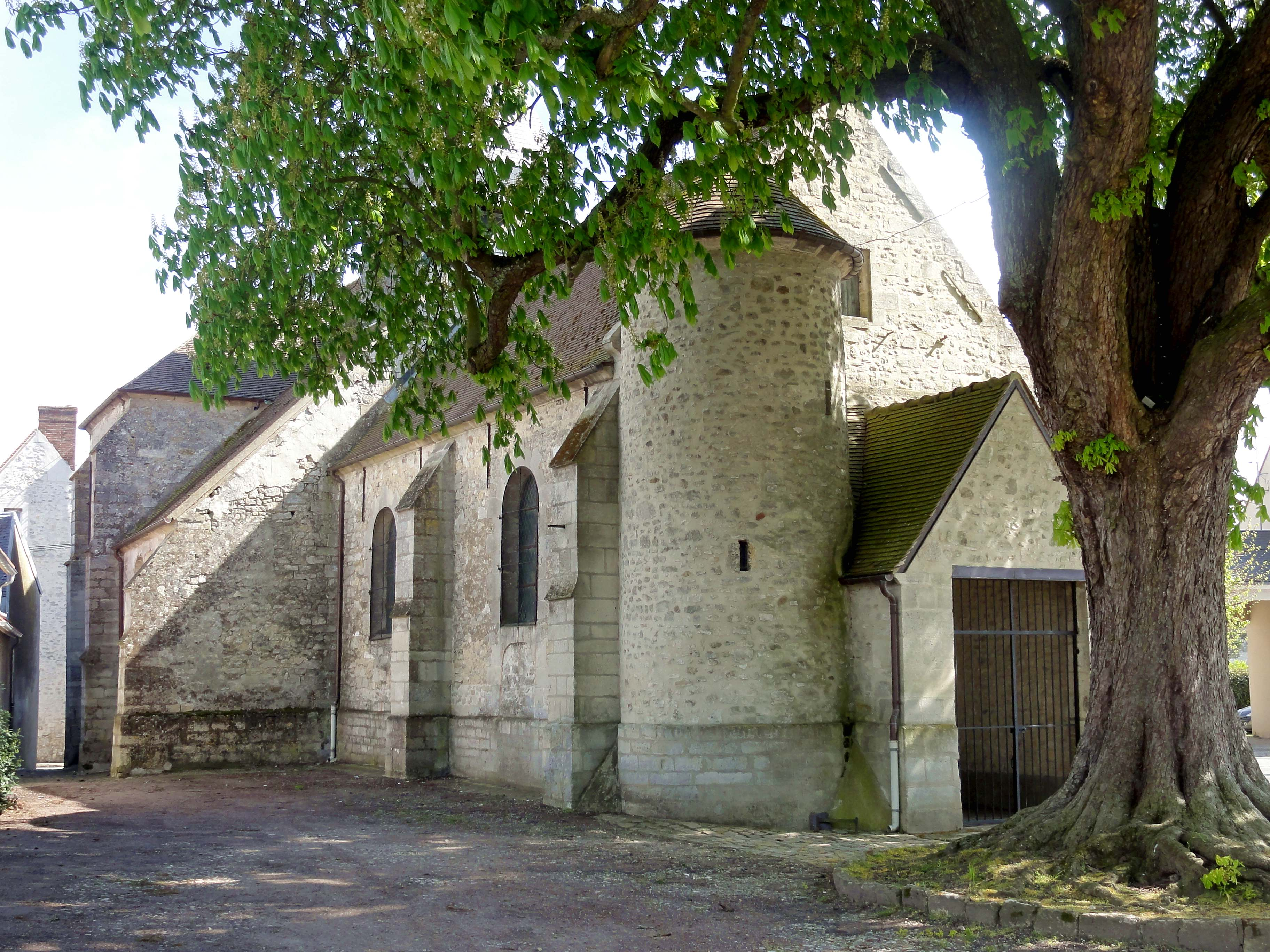
Vue depuis le nord-ouest.
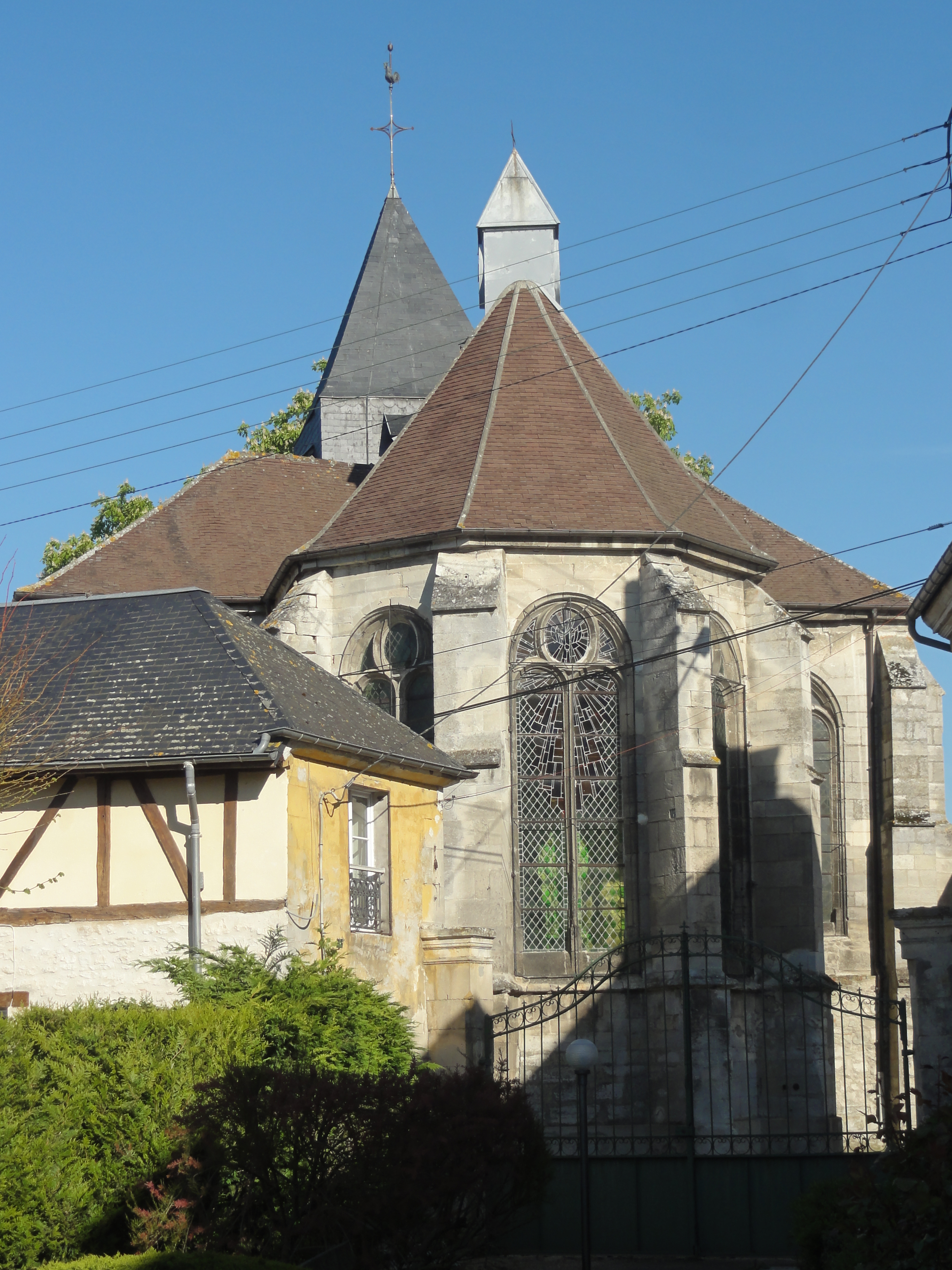
Le chevet
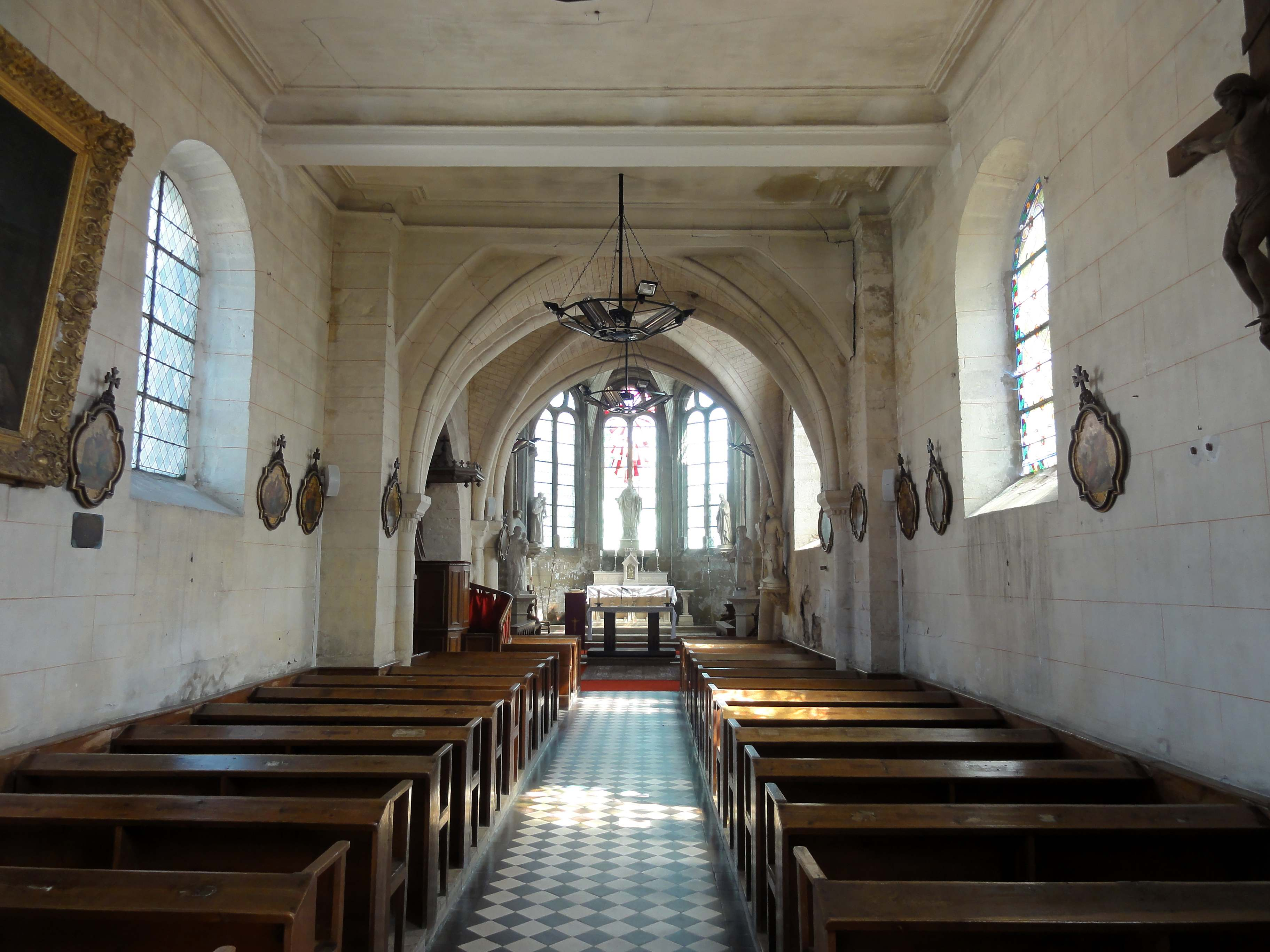
La nef
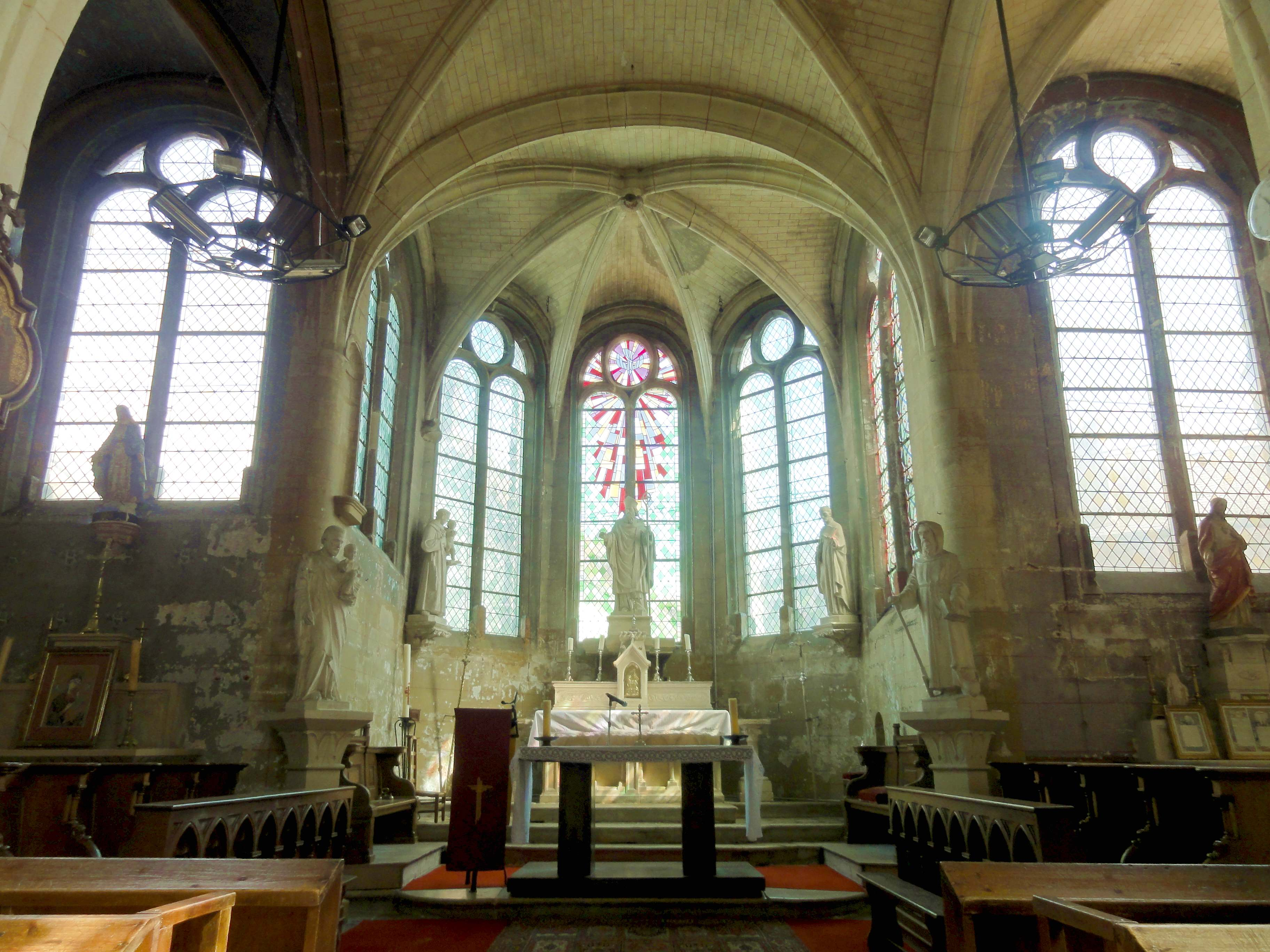
Le chœur et l'autel
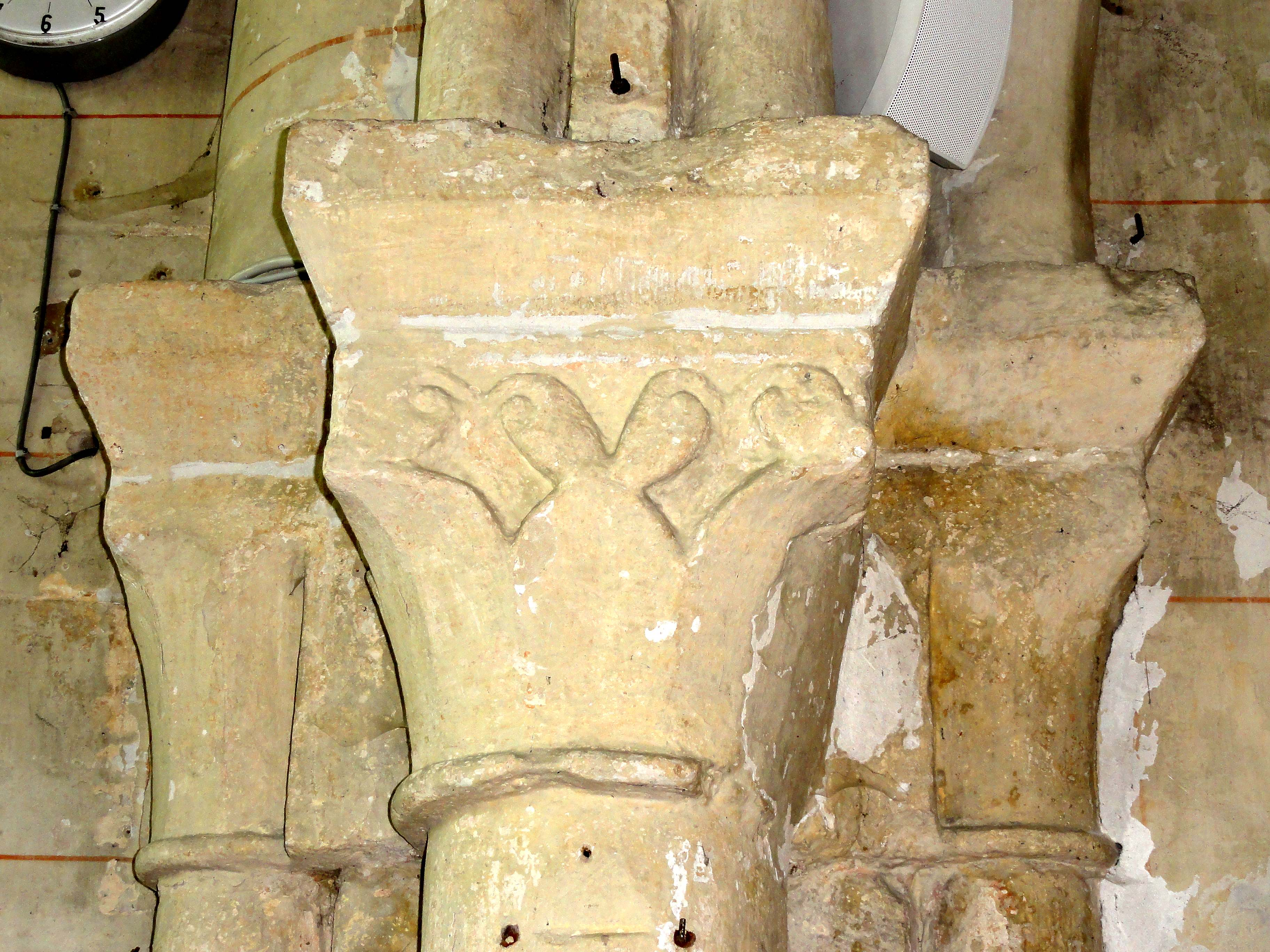
Chapiteau

On peut également signaler :
- Le calvaire devant la façade sud-ouest de l'église : La croix en fer est exposée en haut d'une colonne monolithique au chapiteau ionique. Cette colonne repose sur un pupitre évoquant un petit autel, supporté devant par deux colonnettes et présentant une plaque en marbre gravée d'inscriptions.
- La grange dîmière et le colombier de l'ancienne ferme de Montmartre, à l'entrée est du village : cette ferme récemment reconvertie en lieu de réceptions est une fondation du XIIe siècle de l'abbaye royale de Montmartre, dont elle dépendait. La grange aux dîmes a toutefois été reconstruite en 1653, selon une date gravée dans la pierre, sous une croix de Lorraine. Avec la restauration récente, elle a reçu un toit avec une charpente et des tuiles neuves, et des ouvertures supplémentaires ont été percées, ce qui ne fut pas favorable à l'authenticité du bâtiment. Le pigeonnier est de plan circulaire, construit en moellons, avec deux fenêtres d'envol et deux mille boulins carrés en pierre à l'intérieur. Les échelles pivotantes autour d'un arbre central ont été préservées. Elles permettaient d'accéder aux boulins pour enlever des pigeonneaux ou des œufs[40].
- La ferme des Tournelles, rue des Tournelles ; la ferme Maison Neuve, rue Émile-Valentin ; la ferme Saint-Nicolas, rue de Meaux, à l'extérieur du village : ce sont les trois autres grandes fermes de la commune, déjà présentes sur un plan de 1711, se composant de bâtiments d'un intérêt patrimonial certain[40].
- L'ancien manoir, rue du Général-Patton : cette maison très ancienne conserve une tourelle d'escalier et des fenêtres hautes et étroites à l'étage, divisées horizontalement par un meneau en pierre[40]. Elle fut jusqu'en 2016 la boulangerie du village (fermée depuis).

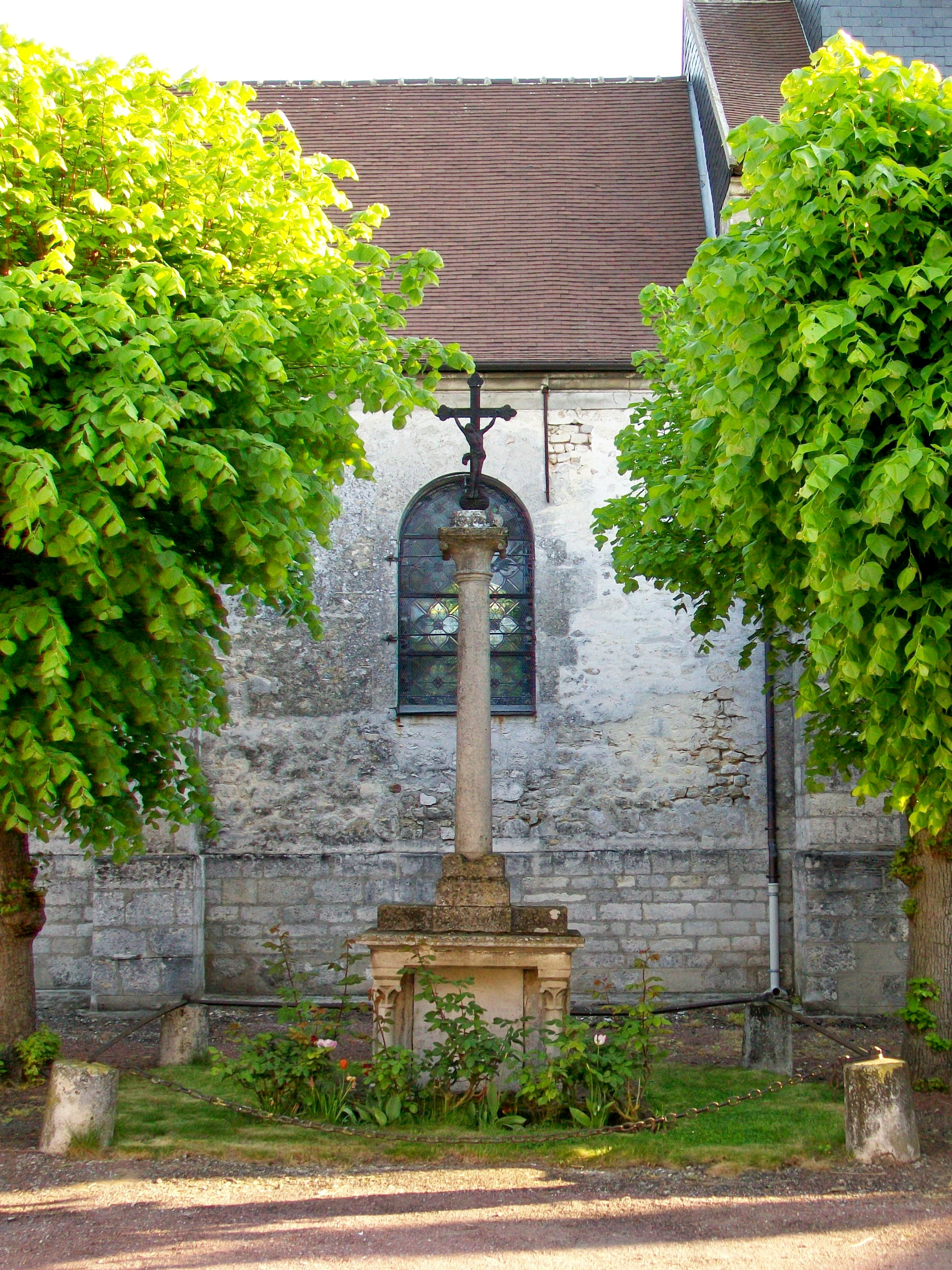
Le calvaire devant la façade sud-ouest de l'église.
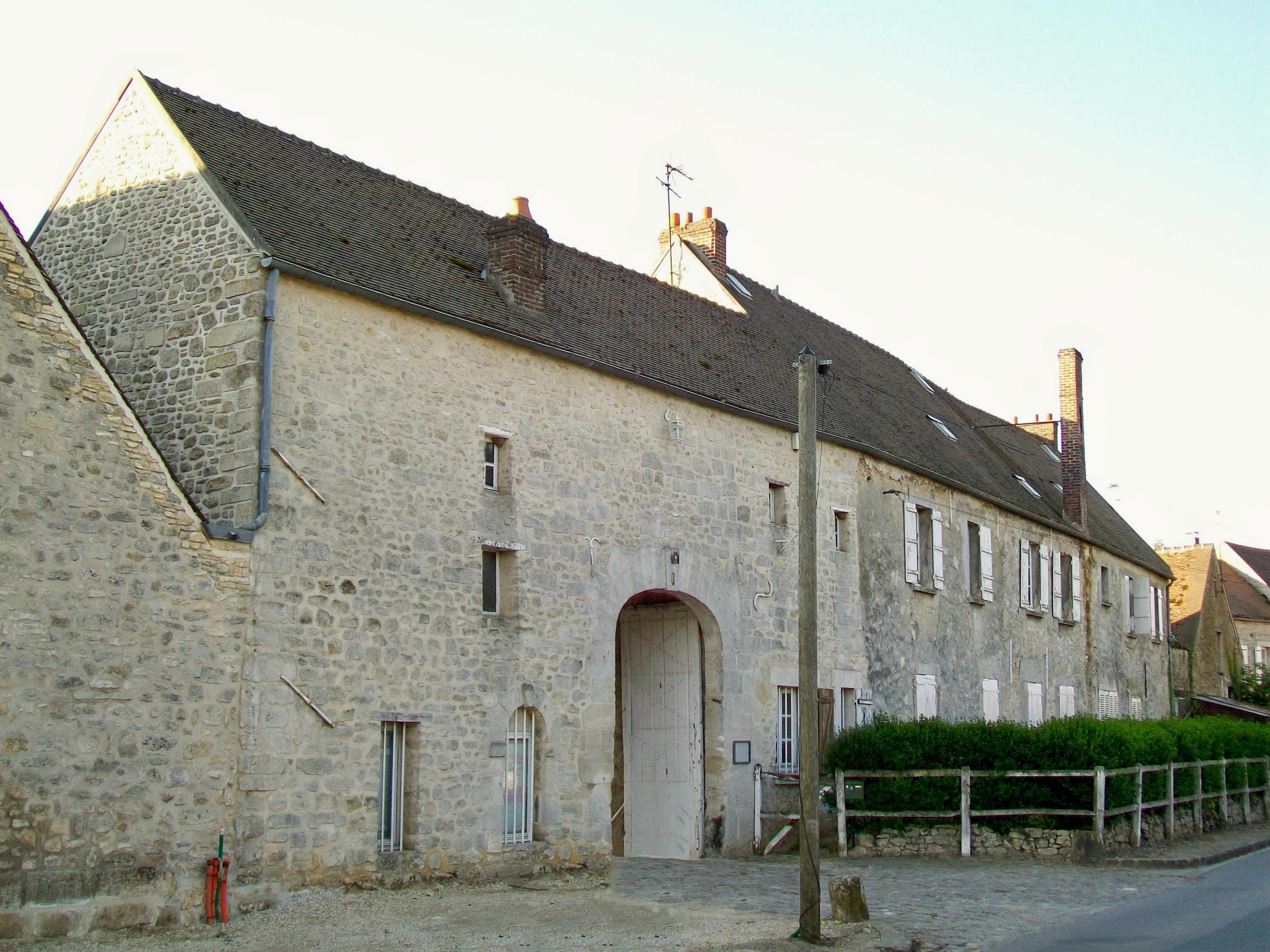
Façade extérieure de la ferme de Montmartre
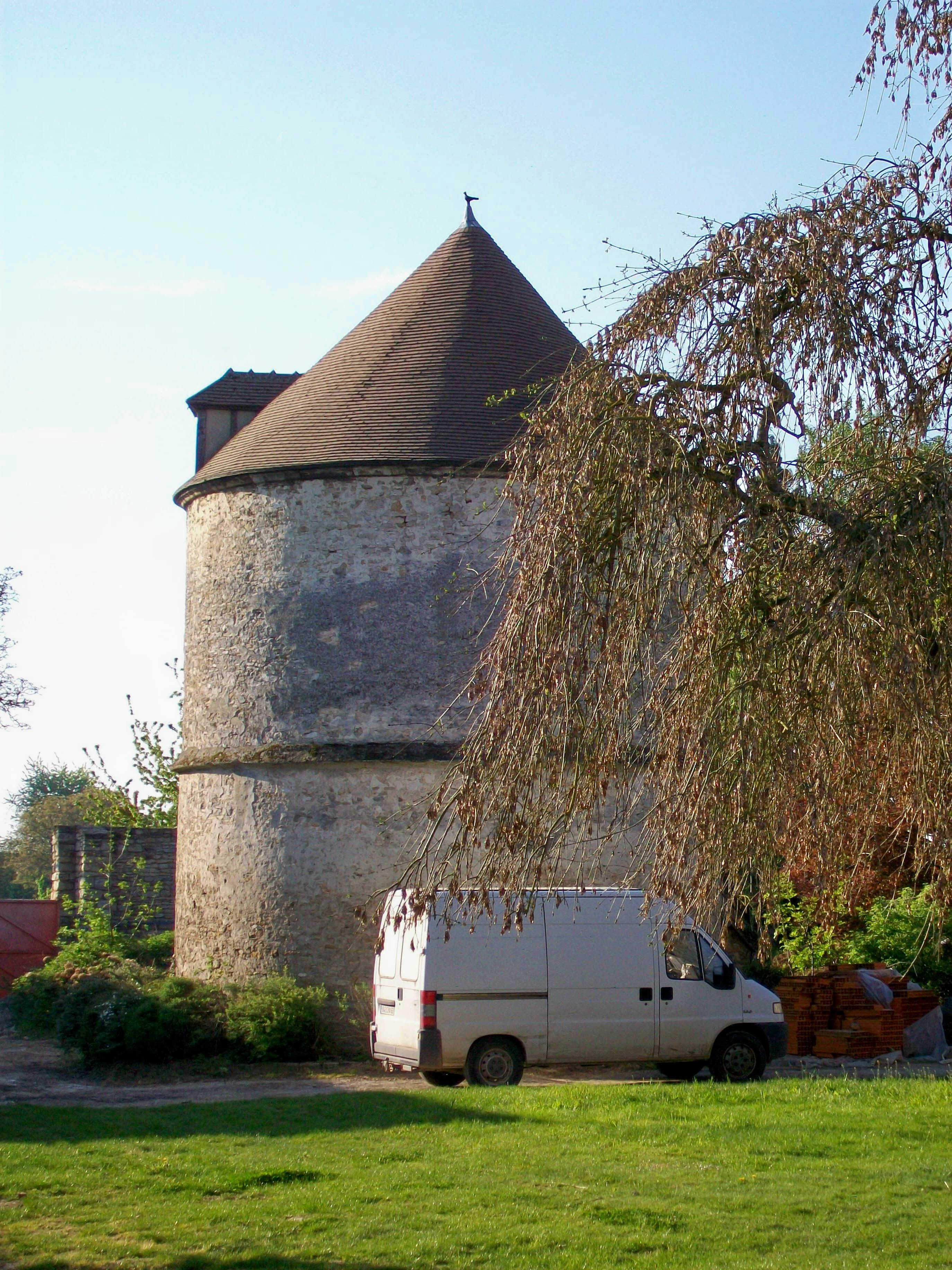
Colombier de la ferme de Montmartre.
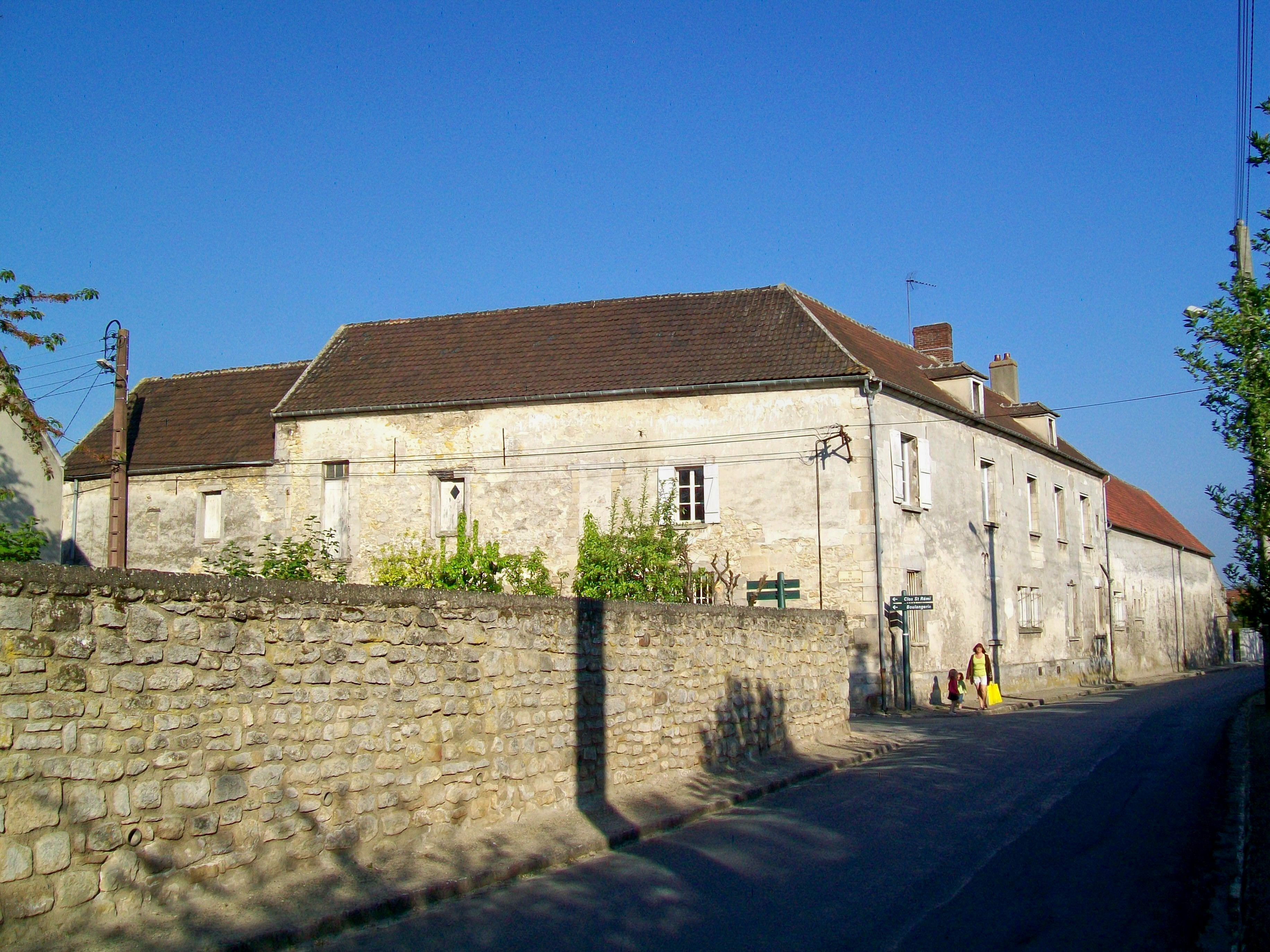
Ferme de la rue des Tournelles.
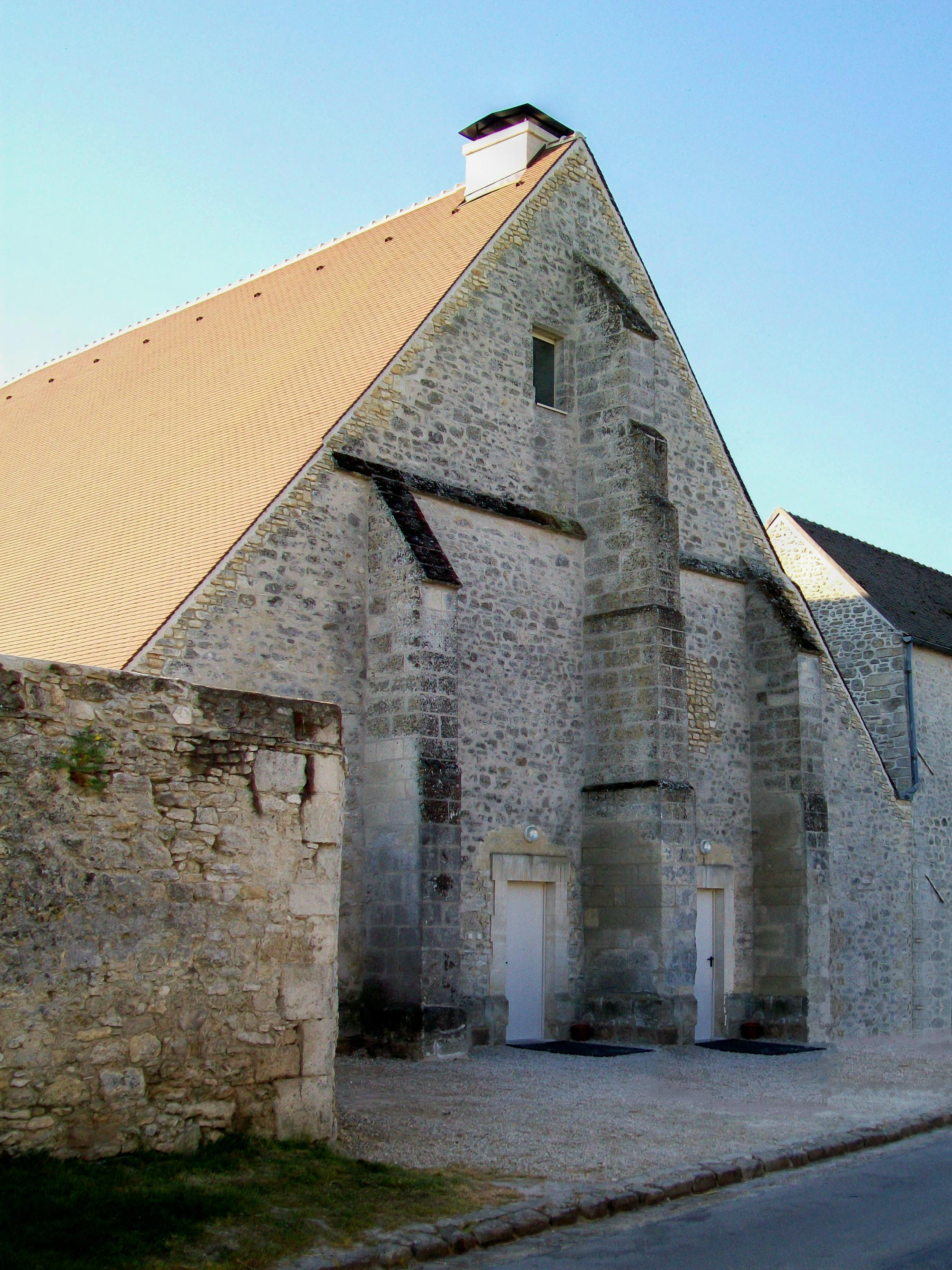
Grange dîmière, pignon nord, rue du Général-Taupin.
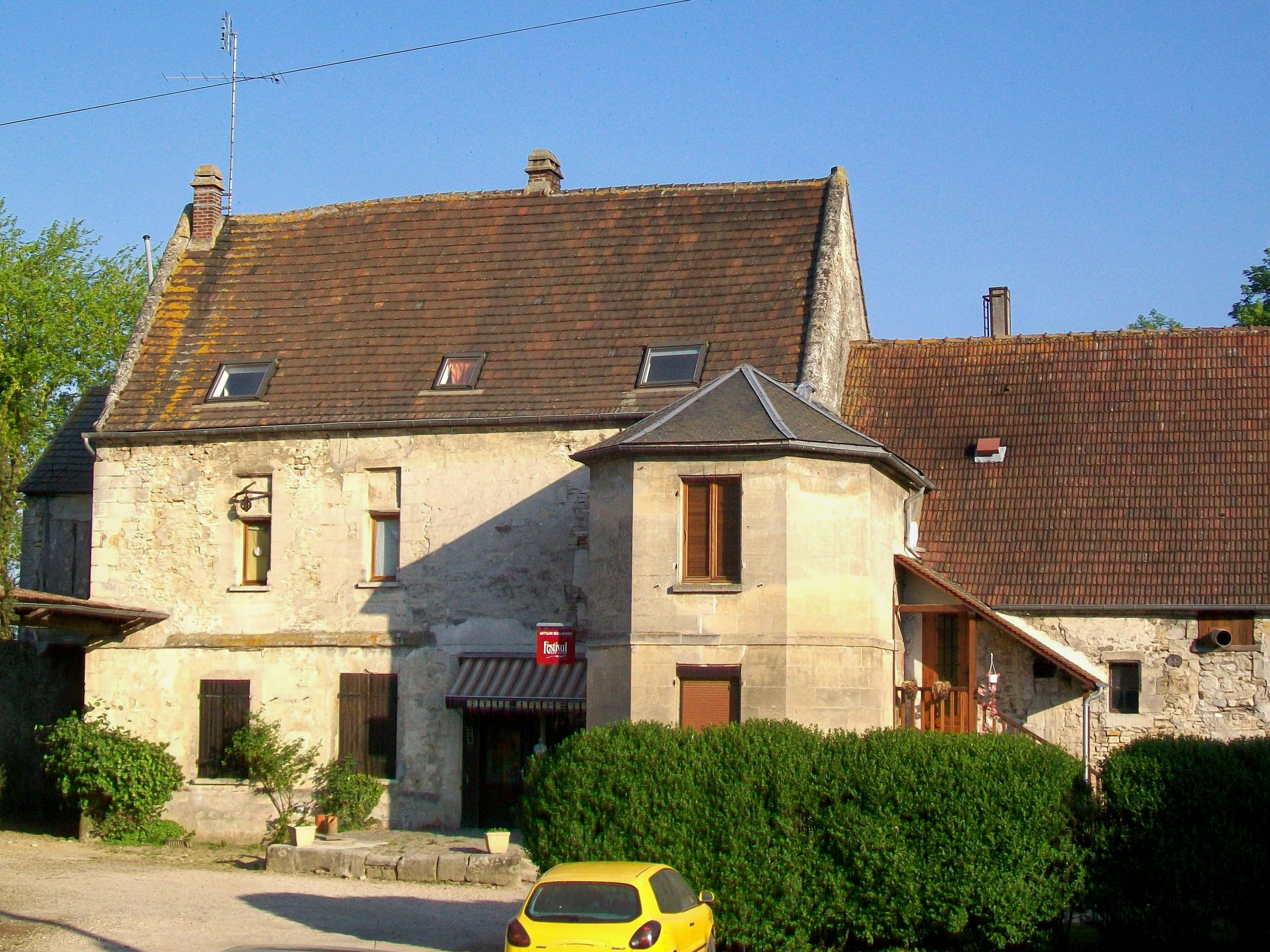
Ancien manoir.

### Personnalités liées à la commune
- Éloi Charlemagne Taupin (1767-1814), général de division du Premier Empire tombé au champ d'honneur à la bataille de Toulouse (1814), est né à Barbery. Son ancienne demeure, la Haute Maison, existe toujours[41]. La grande rue porte son nom.
- Louis Berthomme Saint-André (1905-1977), peintre, lithographe et illustratreur, est né à Barbery.